# Леман (Эн)
Лема́н (фр. Leyment) — коммуна во Франции, находится в регионе Рона — Альпы. Департамент — Эн. Входит в состав кантона Ланьё. Округ коммуны — Белле.
Код INSEE коммуны — 01213.

## География
Коммуна расположена приблизительно в 400 км к юго-востоку от Парижа, в 40 км северо-восточнее Лиона, в 32 км к югу от Бурк-ан-Бреса.
На севере коммуны протекает река Альбарин.

## Климат
Климат полуконтинентальный с холодной зимой и тёплым летом. Дожди бывают нечасто, в основном летом.

## Население
Население коммуны на 2010 год составляло 1273 человека.
| 1962 | 1968 | 1975 | 1982 | 1990 | 1999 | 2010 |
| ---- | ---- | ---- | ---- | ---- | ---- | ---- |
| 543  | 522  | 552  | 540  | 822  | 922  | 1273 |

## Администрация
| Период | Период | Фамилия          | Партия | Примечания |
| ------ | ------ | ---------------- | ------ | ---------- |
| 2000   | 2008   | Жан-Ноэль Андрьо |        |            |
| 2008   | 2014   | Марилин Ботте    |        |            |

## Экономика

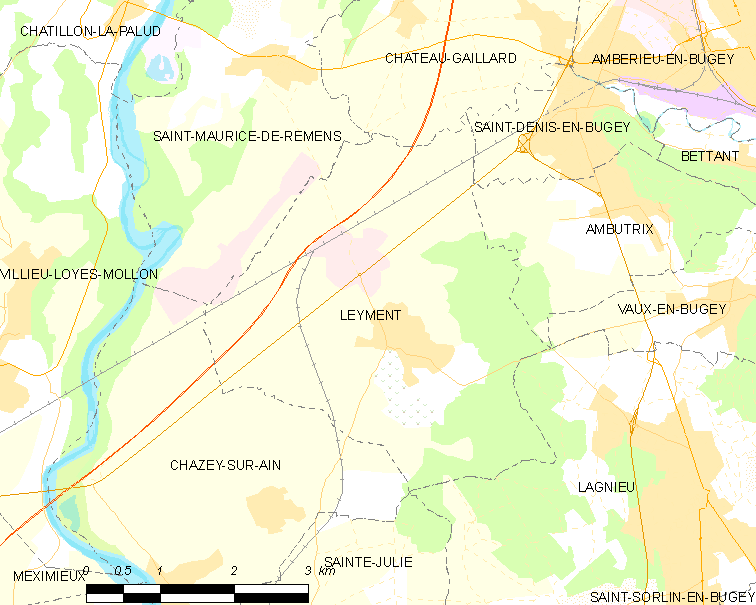
Карта коммуны

В 2010 году среди 864 человек трудоспособного возраста (15—64 лет) 661 были экономически активными, 203 — неактивными (показатель активности — 76,5 %, в 1999 году было 70,7 %). Из 661 активных жителей работали 626 человек (346 мужчин и 280 женщин), безработных было 35 (12 мужчин и 23 женщины). Среди 203 неактивных 84 человека были учениками или студентами, 39 — пенсионерами, 80 были неактивными по другим причинам.